# Roure africà
El roure africà (Quercus canariensis) és un arbre del gènere Quercus, de la família de les fagàcies que pot arribar fins als 30 m d'alçada. Té fulles de mitjanes a grans, marcescents, regularment dentades, les joves amb indument dens i gruixut, les adultes glabres per l'anvers i amb fascicles de pèls groguencs a l'axil·la dels nervis secundaris i pecíol curt. Gla ovoide, amb peduncle fructífer curt; cúpula amb escames una mica desiguals, algunes lleugerament giboses. Viu en sòls de reacció àcida, a l'estatge basal, des del nivell del mar fins als 900 m.

## Nom científic
L'origen del seu nom científic Quercus canariensis té un error, ja que no és originari de les Illes Canàries, com el seu segon nom indica; és un error de la persona que va classificar el nom en la seva època. Es creu que es devia barrejar algunes etiquetes amb els noms i aquest roure va rebre un nom equivocat. Quercus vol dir roure en llatí.

## Ecologia
Es troba en zones amb climes temperats d'influència marítima, sense gelades freqüents i relativament humits, on pot arribar a formar bosquets prop dels cursos d'aigua.
Habita al nord d'Àfrica on forma boscos de considerable extensió en Cabília i de manera més fragmentada per les altres muntanyes de l'Atles Tell a Algèria, al Marroc (Rif i la Serralada de l'Atles mitjana) i a la península Ibèrica, bàsicament al sud; però en una àrea molt dispersa: curiosament una zona de la Serralada Litoral Catalana (Montnegre), Serralada Mariánica, Montes de Toledo, sud de Portugal i sobretot a Andalusia occidental (Cadis, Màlaga, Sevilla, Huelva), trobant-se els seus millors boscos als vessants frescos de la meitat meridional de la província de Cadis, al Parc Natural de los Alcornocales.

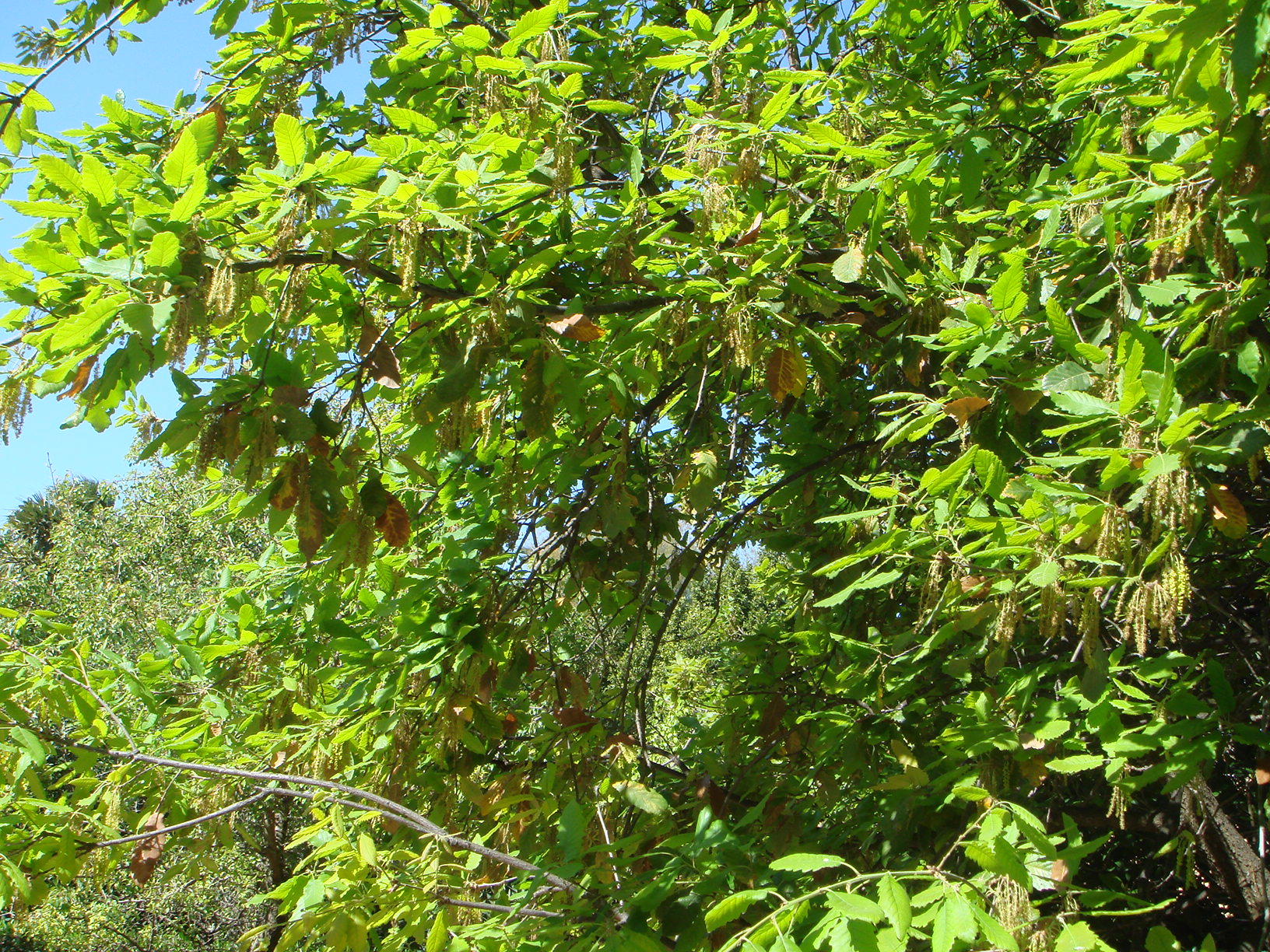
Roure africà

## Sinonímia
- baetica (Webb) Villar 1938
- faginea 1785 subsp baetica (Webb) Maire 1931
- faginea var. spinosa Maire & Trab.1931
- grossedentata hort.
- infectoria subsp mirbeckii
- lusitanica var. fagifolia Jahand. & Maire 1932
- lusitanica var. baetica Webb 1838
- lusitanica var. mirbeckii (Durrieu) A.DC 1864
- lusitanica var. salzmanniana Webb 1838
- lusitanica subsp salzmanniana (Webb) Coutinho 1913
- mirbeckii Durrieu 1847
- nord-africana Huguet del Villar 1938
- prinus Mast. not L.
- salzmanniana (Webb) Coutinho 1935